# Hasht Bihisht

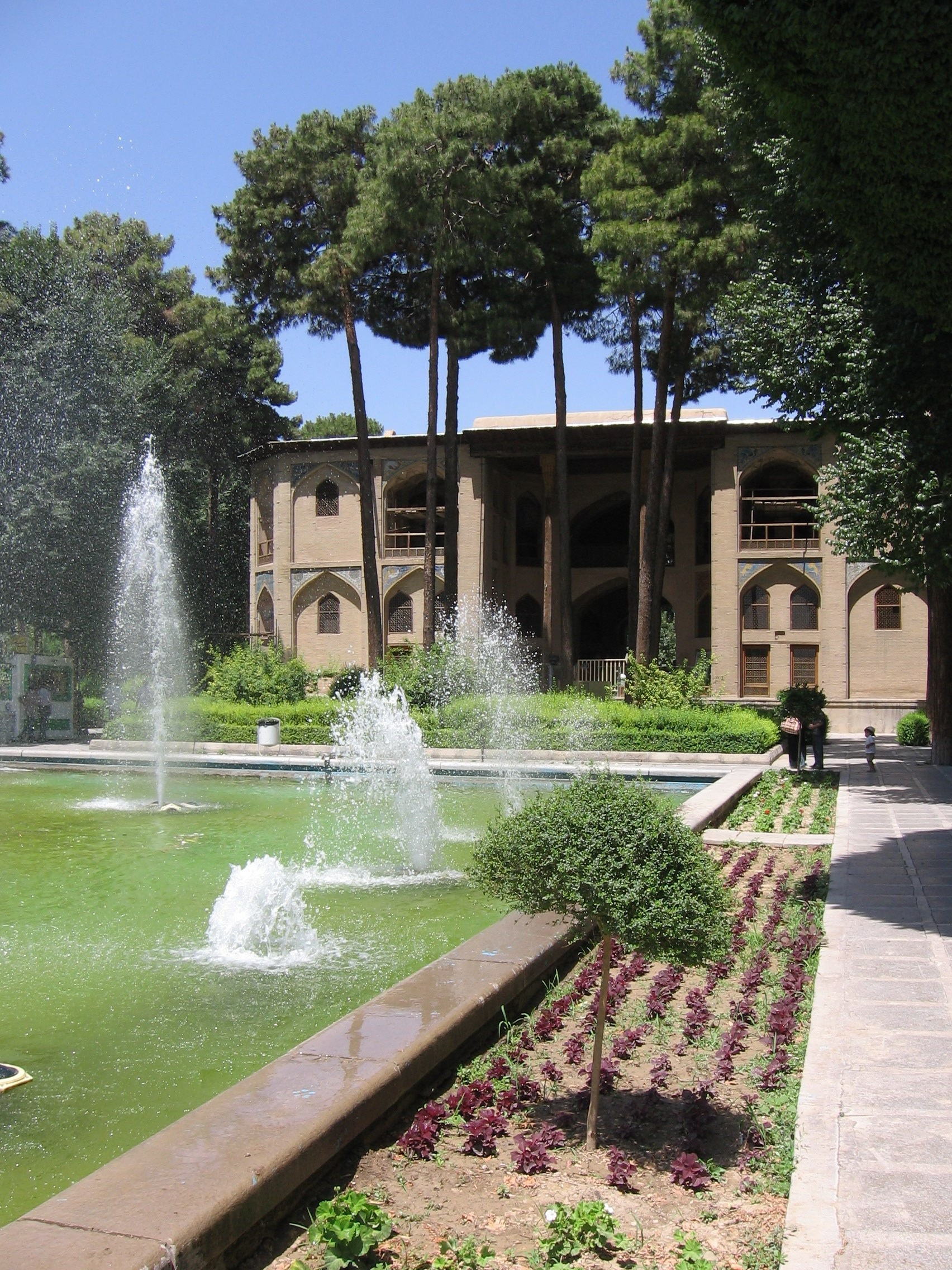
El pabellón Hasht Bihisht

Hasht Bihisht es un palacio real de la dinastía safávida construido en 1669 en la ciudad de Isfahán, Irán. 
El pabellón fue añadido a la sección oeste del distrito imperial de Isfahán bajo el sah Sulaiman. Está compuesto por una sala con cúpula central, cuatro iwanes laterales y estancias adyacentes en los cuatro ejes diagonales. 
La planta en la que ocho estancias están dispuestas alrededor de una sala con cúpula central, le valió al edificio el de nombre Hasht Bihisht (ocho paraísos), una alusión a las ocho esferas celestes de la cosmología islámica. Esta forma de planta ya era conocida en el siglo XV y fue utilizada en muchos edificios profanos que se construyeron más tarde en todos los países orientales del mundo islámico desde el llamado quiosco Inili del Palacio de Topkapi en Estambul hasta el Taj Mahal en Agra, India.

## Galería de imágenes

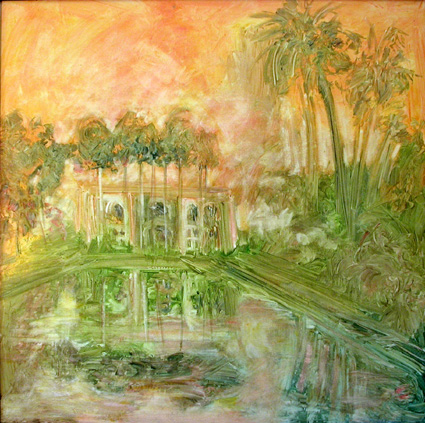
Hasht Bihisht. Serie "AL Islam" del artista Pedro Roque Hidalgo.
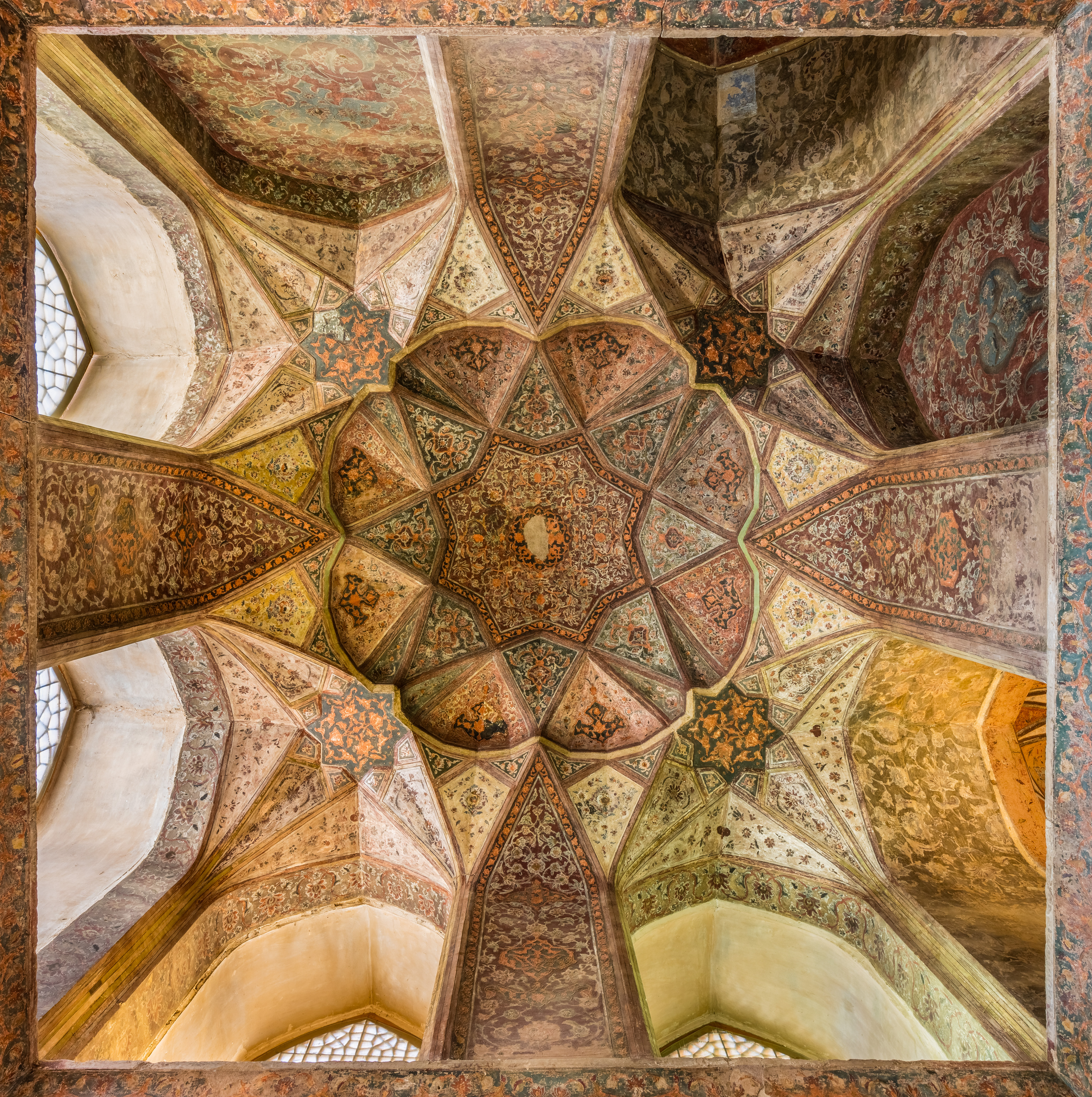
Detalle de un techo.
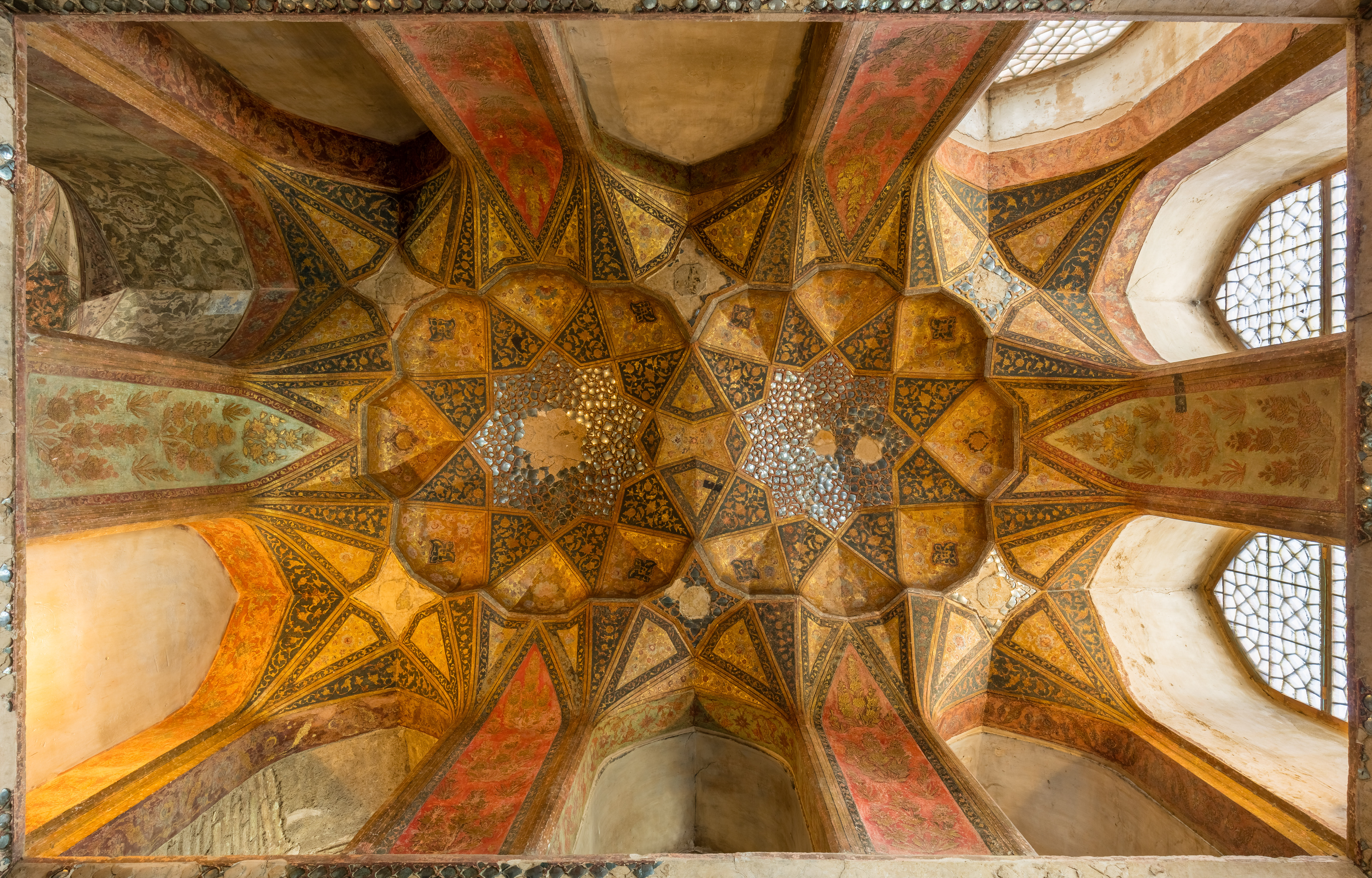
Techo con 5 columnas.
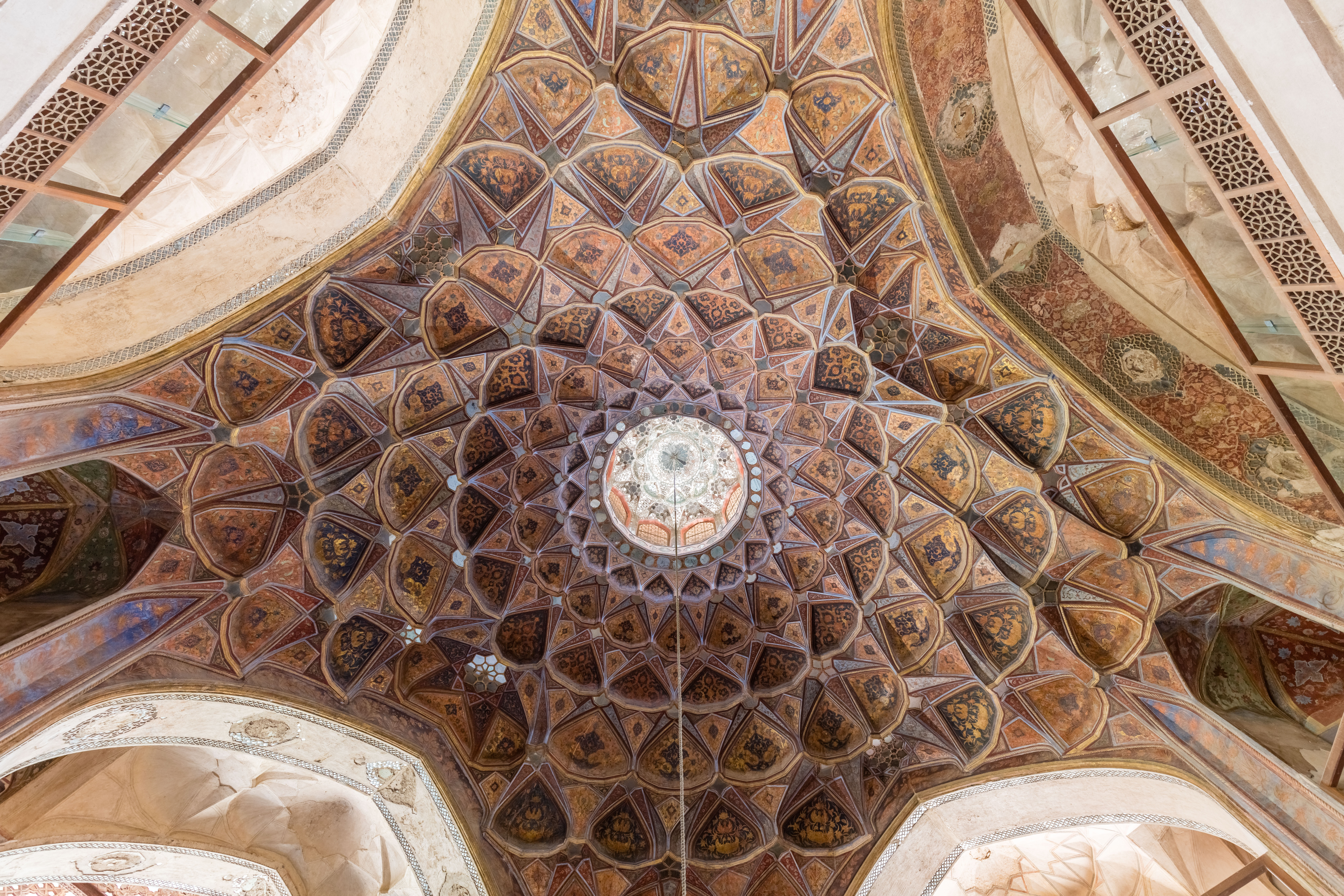
Cúpula.
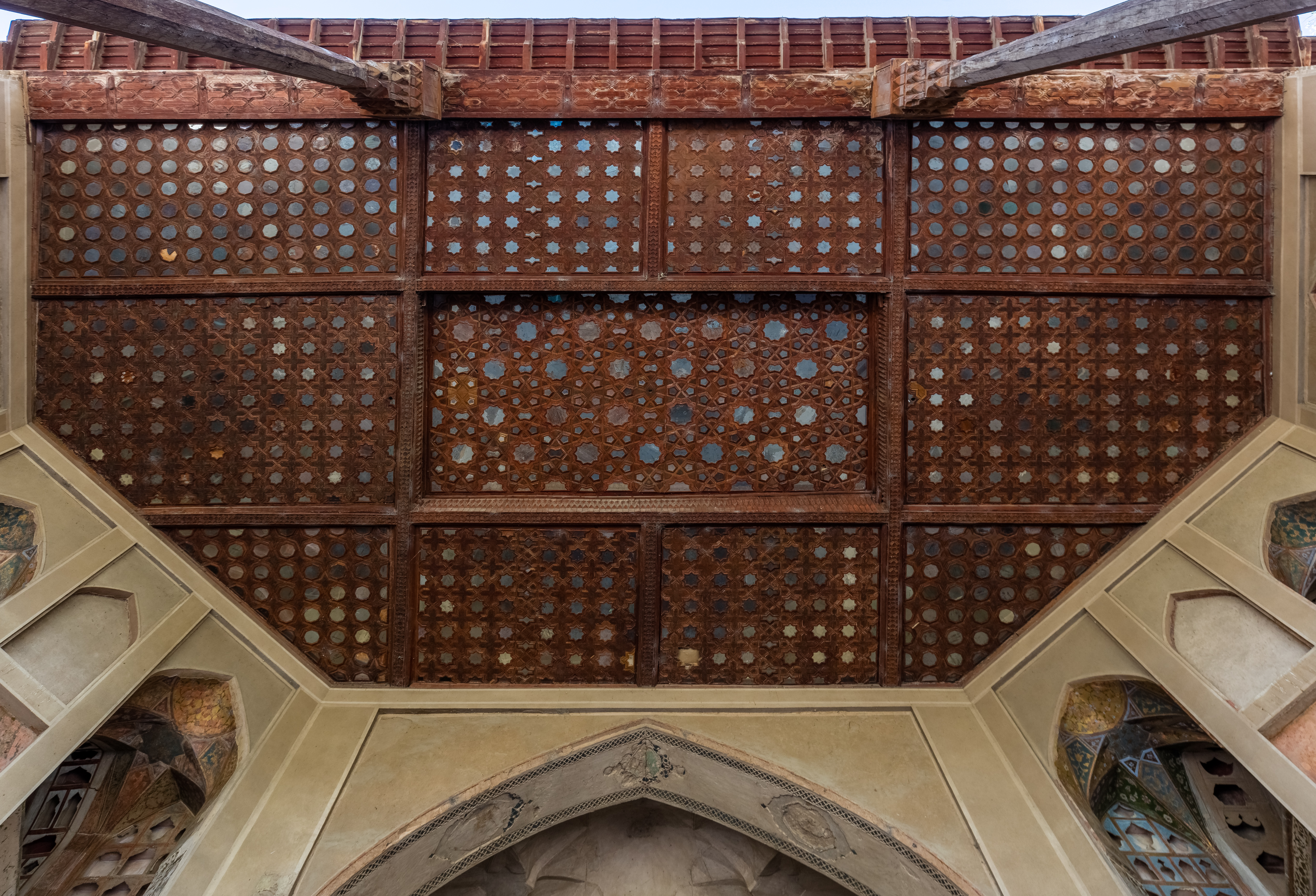
Detalle de otro techo de madera y espejos.

- Datos: Q1314130
- Multimedia: Hasht Behesht Palace / Q1314130